# 伊斯梅洛沃 (烏里揚諾夫斯克州)
伊斯梅洛沃（羅馬化：Izmaylovo）是俄罗斯乌里扬诺夫斯克州的市级镇，属该州巴雷什区管辖，为该区四座市级镇之一。地处乌里扬诺夫斯克州中西部，位于伏尔加河流域一条小河切维利河（Чевиль）河畔，在区行政中心巴雷什东北、州府乌里扬诺夫斯克西南方。附近聚居地有巴雷什和旧季莫什基诺等。
该地2022年人口有1,850人；2010年人口2,494；2002年人口3,102；1989年人口3,943。